# Dossa Júnior
Omar Hassamo Júnior Dossa Momade, meglio noto come Dossa Júnior (in greco: Ντόσα Τζούνιορ, Ntosa Tsounior; Lisbona, 27 luglio 1986), è un ex calciatore portoghese naturalizzato cipriota, di ruolo difensore.

## Caratteristiche tecniche
È un giocatore molto fisico, tanto che a Limassol è stato soprannominato King Kong.

## Carriera

### Club
Nel 2006 approda a Cipro, dove rimane fino al 2013, quando passa dall'AEL Limassol al Legia Varsavia. In questa nuova squadra trova Hélio Pinto, suo cognato.

### Nazionale
Segna un gol in nazionale il 10 ottobre 2015 nella gara di qualificazioni al campionato europeo di calcio 2016 vinta 2-1 ai danni di Israele.

## Palmarès

### Club

#### Competizioni nazionali
- Campionato cipriota: 1

AEL Limassol: 2011-2012
- Campionato polacco: 1

Legia Varsavia: 2013-2014
- Coppa di Polonia: 1

Legia Varsavia: 2014-2015
- Coppa di Cipro: 1

AEL Limassol: 2018-2019